# Фарранфор
Фарранфор (англ. Farranfore; ирл. An Fearann Fuar) — деревня в Ирландии, находится в графстве Керри (провинция Манстер). Расположена на юго-западе страны в 17 км от города Трали на шоссе национального значения N22.
В период с 1893 по 1960 год в Фарранфоре действовала железнодорожная станция, принадлежавшая самой западной железной дороге Европы.
Сегодня Фарранфор является пригородом столицы графства, города Трали. Здесь расположены некоторые промышленные предприятия, а также международный аэропорт, который связан воздушным путём с такими городами как Дублин, Лондон, Манчестер, Лорьян, Франкфурт.